# Jô Vasconcellos
Maria Josefina de Vasconcellos, mais conhecida como Jô Vasconcellos (Belo Horizonte, 8 de janeiro de 1947) é uma arquiteta, urbanista e paisagista brasileira.

## Biografia
Jô Vasconcellos nasceu em Belo Horizonte, capital do estado de Minas Gerais no ano de 1947. Formou-se no curso de Arquitetura na Escola de Arquitetura, instituição vinculada a Universidade Federal de Minas Gerais (UFMG) no ano de 1971. Possui parentesco com o arquiteto e professor da instituição, Sylvio de Vasconcellos.
Posterior à graduação, realizou especialização na área de paisagismo no ano de 1973 e em restauração e conservação de monumentos e conjuntos históricos. Integrou o grupo conhecido como '3 arquitetos', juntamente com Sylvio de Podestá e Éolo Maia. Ganhando reconhecimento na cidade de Belo Horizonte, os três fundam um escritório de arquitetura e no fim da década de 1970 e início da década de 1980, publicam três livros chamados '3 arquitetos' que discutem a arquitetura belo-horizontina e as visões do grupo em relação à arquitetura brasileira.
O grupo possuí uma nítida inspiração pela pós-modernidade internacional, o que fez com o livro tivesse uma boa repercussão internacional. Dada esta aproximação, o historiador Hugo Segawa chamou o grupo de "pós-mineiridade".
No ano de 2002, após o falecimento de Éolo Maia, inaugurou o escritório Jô Vasconcellos & Arquitetos Associados. Foi responsável pelos projetos do Museu da Cachaça, localizado em Salinas, no interior de Minas Gerais e do Espaço do Conhecimento vinculado a UFMG. No ano de 2005, foi curadora da exposição "Éolo Maia: O Vento sobre a Cidade" que foi exposta em Belo Horizonte e São Paulo. Em 2015 inaugurou a Estação da Cultura Presidente Itamar Franco, projeto elaborado junto com Rafael Yanni (com a participação de José Augusto Nepomuceno para o projeto acústico da Sala Minas Gerais).
Em 2019, participou de um TEDXTalks realizado na Pontifícia Universidade Católica de Minas Gerais (PUC-MG).

## Vida pessoal
Além de trabalhar em parceria com Éolo Maia, Jô viveu uma vida afetiva com Maia desde 1981 até 2002, com a morte de Maia. Jô é responsável por manter a memória e obra do marido viva, realizando uma série de exposições.